# Andrena initialis
Andrena initialis är en biart som beskrevs av Morawitz 1876. Andrena initialis ingår i släktet sandbin, och familjen grävbin. Inga underarter finns listade i Catalogue of Life.